# Laure Cinti-Damoreau

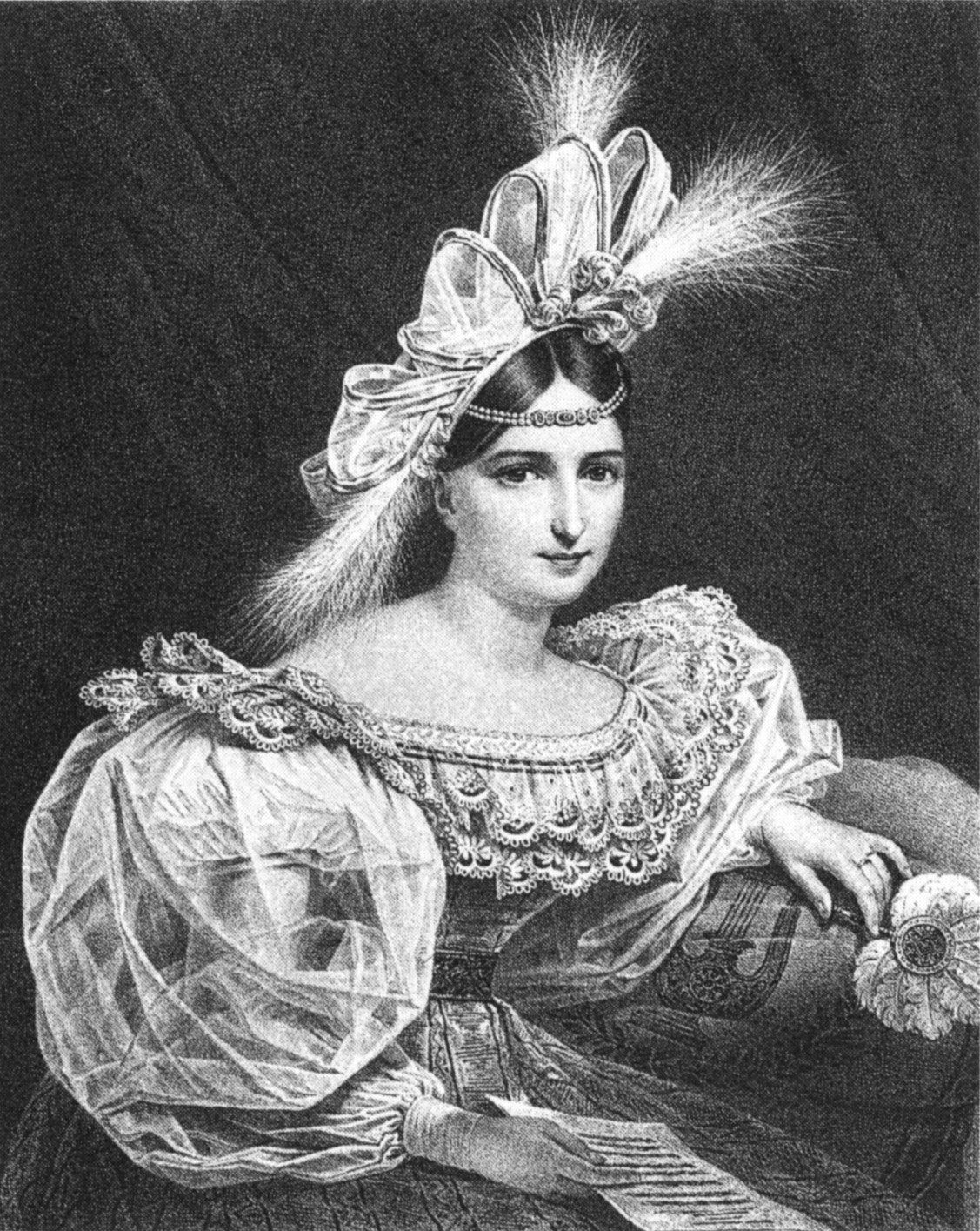
Laure Cinti-Damoreau.

Laure Cynthie Cinti-Damoreau, född Montalant 6 februari 1801, död 25 februari 1863, var en fransk sångerska.
Laure Cinti-Damoreau sjöng först under namnet Mlle Cinti på Théâtre italien, 1822 i London, 1826-35 på Stora operan i Paris, 1835-48 på Opéra comique. Gioacchino Rossini, Daniel-François-Esprit Auber och andra stora kompositörer skrev sångroller för henne, bland annat Le Domino noir. Hon konserterade i Belgien, Nederländerna, Sankt Petersburg och i USA. Åren 1834-56 var hon professor i sång vid  konservatoriet i Paris. Cinti-Damoreau utgav Méthode de chant och komponerade flera romanser.